# Hjalmar Gullberg
Hjalmar Gullberg (Malmö, 1898 – Holmeja, 1961) è stato un poeta svedese.

## Biografia
La sua carriera di studi culminò con la frequentazione dell'Università di Lund, durante la quale redasse la rivista studentesca Lundagård, dopodiché divenne membro dell'Accademia Svedese, a partire dal 1940.
Diresse il Teatro della radio svedese, dal 1936 al 1950.
La poesia di Gullberg's intitolata "Förklädd gud" (Dio nascosto), inclusa nel libro Kärlek i tjugonde seklet del 1933, fu trasposta in musica dal compositore Lars-Erik Larsson nel 1940, che utilizzò un grande dispiegamento di cori e orchestra.
Iniziò la sua attività letteraria traducendo opere di Euripide, Sofocle, Aristofane e di Garcia Lorca.
Le sue rime si distinsero sia per lo stile raffinato e originale sia per la presenza di elementi e ritmi popolari, attraverso i quali l'autore manifestò il contrasto tra il l'elevatezza del sublime e del sacro e la semplicità del quotidiano contemporaneo. Fu uno dei maggiori diffusori della spiritualità lirica, ponendosi in contrasto con gli scrittori di tendenze proletarie.

## Opere
- I en främmande stad (1927)
- Sonat (1929)
- Andliga övningar (1932)
- Kärlek i tjugonde seklet (1933)
- Ensamstående bildad herre. Tragicomic verse. (1935)
- Att övervinna världen (1937)
- 100 dikter(1939)
- Röster från Skansen (1941)
- Fem kornbröd och två fiskar (1942;con Död amazon)
- Hymn till ett evakuerat Nationalmuseum (1942)
- Den heliga natten (1951)
- Dödsmask och lustgård (1952)
- Terziner i okonstens tid (1958)
- Ögon, läppar (1959)
- 50 dikter (1961)
- Gentleman, Single, Refined and selected poems, 1937 - 1959 1979.
- En anständig och ömklig comoedia. (1984)
- Kärleksdikter (1967)
- Dikter. (1985)